# 徐鍰
徐鍰（16世紀—1601年），字子範，號奇南，山东登州衛軍籍（蓬莱县）人，明朝政治人物。

## 生平
正月二十日生，治書经。萬曆十九年（1591年）辛卯科山东鄉試第二十九名舉人，二十三年（1595年）乙未科三甲一百三十一名進士。工部觀政，本年十二月授官直隶献县知县，二十九年二月卒于京邸。

## 家族
曾祖徐文，祖徐进，父徐顯，教授、贈文林郎献县知县。前母吕氏、张氏，母卫氏，贈孺人。永感下。娶任氏，贈孺人；继娶裴氏、姜氏、赵氏，封孺人。子徐沆。